# Кравчук, Лукаш
Лу́каш Кра́вчук (пол. Łukasz Krawczuk; род. 15 июня 1989, Клодзко, Валбжихское воеводство) — польский легкоатлет, специализирующийся в беге на 400 метров. Призёр чемпионатов Европы в эстафете 4×400 метров. Трёхкратный чемпион Польши. Участник летних Олимпийских игр 2016 года.

## Биография
В детстве мечтал стать футболистом: сначала играл во дворе, а затем и в юношеских командах клуба «Ниса» из родного города Клодзко. Одновременно хорошо выступал в лёгкой атлетике, где на школьных стартах отличался в беге на длинные дистанции. В средней школе выяснилось, что у него неплохо получается спринт. Всё ещё не имея никаких других планов помимо футбола, на региональном чемпионате во Вроцлаве Лукаш занял 5-е место в беге на 100 метров. Он был единственным среди финалистов, кто не тренировался в беге регулярно. По совету школьного учителя физкультуры Кравчук пришёл в группу к тренеру Мацею Войсе, который заметил его талант на том памятном старте. Так Лукаш оказался в клубе WKS Śląsk Wrocław, сменив командный вид спорта на индивидуальный.
Первоначально специализировался на дистанциях 100 и 200 метров, но в 20 лет переключился на 400 метров. В 2009 году участвовал в чемпионате Европы среди молодёжи, где помог сборной выйти в финал эстафеты 4×400 м (в решающем забеге вместо него вышел другой бегун).
Впервые на подиум национального чемпионата попал зимой 2011 года, когда стал вторым в беге на 400 метров. Вслед за этим успехом состоялся и его дебют в главной команде страны. На чемпионате Европы в помещении поляки финишировали пятыми в эстафете. На втором в карьере  молодёжном первенстве континента был уже полноправным участником команды, завоевавшей серебряные медали в финале.
Пропустил Олимпийские игры в Лондоне из-за неудачи на национальном отборе, где был только восьмым. Зато в следующие четыре года сумел зарекомендовать себя стабильным участником польской эстафеты 4×400 метров.
Становился серебряным призёром чемпионатов Европы 2014 и 2016 годов. Помогал установить рекорд Польши (3.02,97) и занять второе место на чемпионате Европы в помещении 2015 года (на этом же турнире показал свой лучший результат в индивидуальном беге на 400 метров — 4-е место). В шведской дистанционной эстафете 1200+400+800+1600 м был в шаге от пьедестала чемпионата мира по эстафетам.
Участвовал в Олимпийских играх 2016 года, где вместе с товарищами по команде финишировал 7-м в эстафете 4×400 метров.
Является военнослужащим Вооружённых сил Польши (звание — рядовой).

## Основные результаты
| Год  | Турнир                          | Место проведения          | Дисциплина               | Место       | Результат |
| ---- | ------------------------------- | ------------------------- | ------------------------ | ----------- | --------- |
| 2009 | Чемпионат Европы среди молодёжи | Каунас, Литва             | эстафета 4×400 м         | 1-е (заб.)  | 3.07,13   |
| 2011 | Чемпионат Европы в помещении    | Париж, Франция            | эстафета 4×400 м         | 5-е         | 3.09,31   |
| 2011 | Чемпионат Европы среди молодёжи | Острава, Чехия            | 400 м                    | 13-е (заб.) | 47,26     |
| 2011 | Чемпионат Европы среди молодёжи | Острава, Чехия            | эстафета 4×400 м         | 2-е         | 3.03,62   |
| 2012 | Чемпионат мира в помещении      | Стамбул, Турция           | эстафета 4×400 м         | 6-е         | 3.11,86   |
| 2013 | Чемпионат мира                  | Москва, Россия            | эстафета 4×400 м         | 7-е (заб.)  | 3.01,73   |
| 2014 | Чемпионат мира в помещении      | Сопот, Польша             | эстафета 4×400 м         | 4-е         | 3.04,39   |
| 2014 | Чемпионат мира по эстафетам     | Нассау, Багамские Острова | эстафета 4×400 м         | 19-е (заб.) | 3.05,16   |
| 2014 | Командный чемпионат Европы      | Брауншвейг, Германия      | эстафета 4×400 м         | 5-е         | 3.03,93   |
| 2014 | Чемпионат Европы                | Цюрих, Швейцария          | 400 м                    | 15-е (1/2)  | 46,24     |
| 2014 | Чемпионат Европы                | Цюрих, Швейцария          | эстафета 4×400 м         | 2-е         | 2.59,85   |
| 2015 | Чемпионат Европы в помещении    | Прага, Чехия              | 400 м                    | 4-е         | 46,31     |
| 2015 | Чемпионат Европы в помещении    | Прага, Чехия              | эстафета 4×400 м         | 2-е         | 3.02,97   |
| 2015 | Чемпионат мира по эстафетам     | Нассау, Багамские Острова | эстафета 4×400 м         | 9-е         | 3.03,23   |
| 2015 | Чемпионат мира по эстафетам     | Нассау, Багамские Острова | шведская эстафета 4000 м | 4-е         | 9.24,07   |
| 2015 | Командный чемпионат Европы      | Чебоксары, Россия         | эстафета 4×400 м         | 3-е         | 3.01,24   |
| 2015 | Чемпионат мира                  | Пекин, Китай              | эстафета 4×400 м         | 11-е (заб.) | 3.00,72   |
| 2016 | Чемпионат Европы                | Амстердам, Нидерланды     | 400 м                    | 12-е (1/2)  | 45,86     |
| 2016 | Чемпионат Европы                | Амстердам, Нидерланды     | эстафета 4×400 м         | 2-е         | 3.01,18   |
| 2016 | Олимпийские игры                | Рио-де-Жанейро, Бразилия  | эстафета 4×400 м         | 7-е         | 3.00,50   |